# Trachelas cadulus
Trachelas cadulus là một loài nhện trong họ Trachelidae.
Loài này thuộc chi Trachelas. Trachelas cadulus được Arthur Merton Chickering miêu tả năm 1972.